# Horajti
Horajti o Hor-Ajti, "Horus de los Dos Horizontes", era la personificación del Sol en el horizonte según la mitología egipcia.
- Nombre egipcio: Hor-Ajti. Nombre  griego: Horactes, Haractes.

Ra-Horajti, como manifestación de los dioses Ra y Horus.

## Iconografía
Era representado como un halcón coronado con el disco solar y una cobra en la frente (Uadyet).

## Mitología
Ra Hor-Ajti era el "Señor de Dendera", aunque posteriormente perdió la primacía frente a Hathor.
Originalmente era el responsable de los Campos de Juncos de la Duat, pasando estos a depender de Osiris después.
Estaba desposado con Iusaas, y era el hijo de Serket. 
Fue conocido desde la primera Dinastía, aunque después fue asimilado con Ra como Ra Hor-Ajti.
En los Textos de las Pirámides se encuentra un «Himno de la ascensión» (declaración 563), donde se narra la llegada del faraón –identificado con Horus– al Reino Celeste (Aaru). Un fragmento del mismo expone:

Las puertas del cielo están abiertas,
 las puertas del firmamento están abiertas de par en par para Hor-Ajti,
 para que pueda ascender y bañarse en el Campo de Juncos.
 Las puertas del cielo están abiertas para mí,
 las puertas del firmamento están abiertas de par en par para mí,
 para que pueda ascender y bañarme en el Campo de Juncos.

Horus fue también dios de la guerra y de los cazadores, porque estaba asociado al halcón. Esto lleva añadido un simbolismo de majestad y poder, y un modelo a seguir para los faraones.
Además, Nemty (que también era considerado un dios de la guerra, y apodado "el que viaja") fue después identificado como Horus.

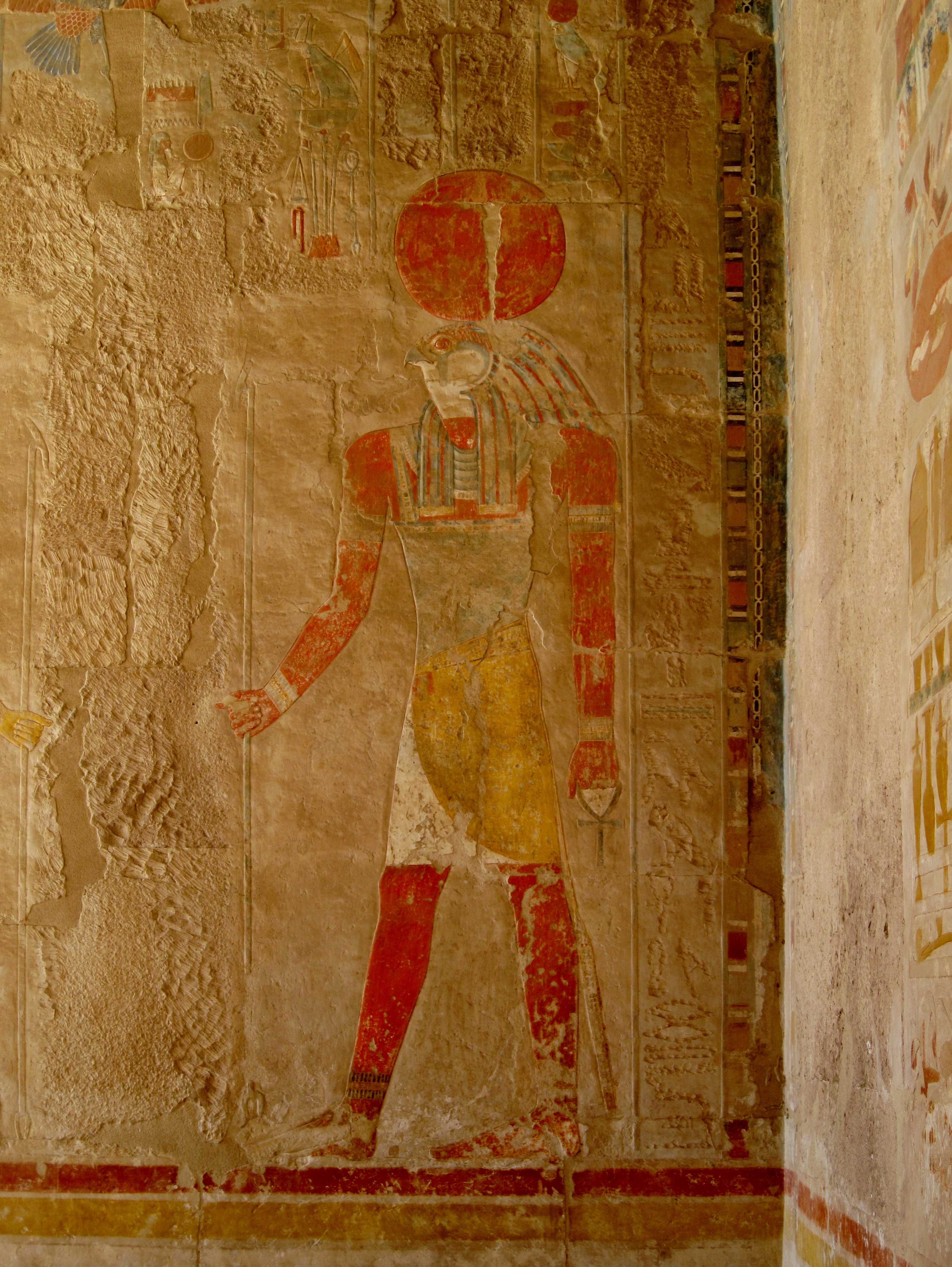
Representación de Ra-Horajti en el templo de Hatshepsut, en Deir el-Bahari, Egipto.

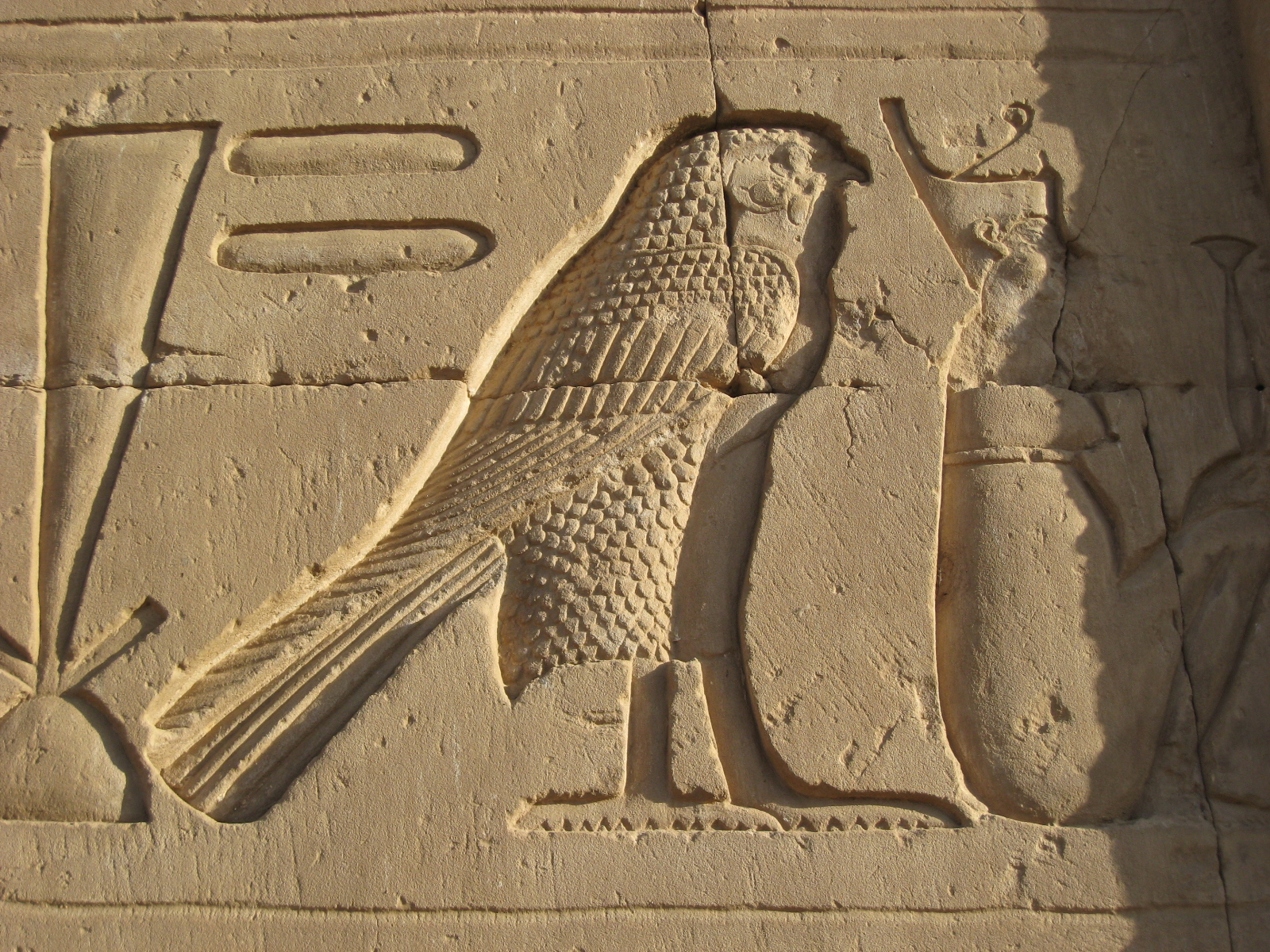
Relieve de Ra-Horajti.

## Epítetos
Era denominado "Horus de los Dos Horizontes", el "Señor de Dendera", y el de la "Tierra de la manifestación o aparición del Sol".

## Sincretismo
Fue asimilado con el dios Ra bajo el nombre de Ra Hor-Ajti.
Ra Hor-Ajti, el dios "Ra Horus de los Dos Horizontes," fue realmente un título o manifestación, más que un dios compuesto. Se tenía la intención de vincular Hor-Ajti a Ra –como un aspecto de Horus al mediodía, justo el momento en el que el sol alcanza la altura que divide a los "Dos Horizontes (Ajti)" . Se ha sugerido que Ra Hor-Ajti simplemente hacía referencia al recorrido del Sol, de horizonte a horizonte, como Ra, o que significaba un aspecto del dios Ra como símbolo de esperanza y renacimiento que, probablemente, fue alentado porque Ra y Horus estaban vinculados al Sol y al faraón.

## Culto
Se le rindió veneración en Letópolis, Abu Simbel, El Derr y Amada. 
En la forma de Ra Hor-Ajti es venerado junto a Ra en Heliópolis, Karnak y Deir el-Bahari.
|  |

|  |

|  |

|  |

|  |

|  |

|  |

|  |